# Trijntje Kunnen
Trijntje Kunnen (Assen, 3 april 1915 – aldaar, 5 maart 1994), ook Tine of Tinie genoemd, was een Nederlands onderwijzeres, verzetsstrijdster en voorzitster. Op haar 25e levensjaar, toen de Tweede Wereldoorlog uitbrak, raakte ze via de jongerenvereniging van de Anti-Revolutionaire Partij betrokken bij het verzet. Veel Trouw-mensen hoorden bij deze partij, een van de voorlopers van het CDA. 

## Leven en werk
Ze was dochter van Geertje Bos en rijwielhandelaar Lambertus Kunnen. Zelf bleef ze vermoedelijk ongetrouwd; het Nederlands Dagblad had het bij haar overlijden over mejuffrouw. Ze werd begraven op Begraafplaats De Boskamp.
Kunnen was van 1955 tot 1970 voorzitter van de Bond van Gereformeerde (Vrijgemaakte) Meisjesverenigingen, nadat ze in 1948 zelf (bestuurs-)lid was geworden. Ze maakte in 1968 het 50-jarig bestaan mee. Tussen 1953 en 1980 was ze werkzaam binnen het gereformeerd onderwijs in Assen, voornamelijk het basisonderwijs.

### Verzetswerk
In 1943 begon Tine als koerierster met het verspreiden van de verzetskrant Trouw in Assen. Al snel werd Tine Kunnen een van de vijf hoofdverspreiders van Drenthe. Naast de verspreiding van Trouw coördineerde ze de koeriersdienst van vrouwen in haar regio, die werd opgezet toen de treinen in september 1944 niet meer reden. Via die estafettedienst konden Trouw-mensen met elkaar communiceren en kon er van alles gesmokkeld worden.

### Meer dan koeriersdienst alleen
Twee op de drie koeriersters die betrokken waren bij de illegale Trouw deden meer dan het vervoeren van verboden kranten, post of bonkaarten van a naar b. De vrouwen verleenden in groten getale hulp aan onderduikers, ze stencilden de krant, typten artikelen uit, namen deel aan het gewapend verzet en hielpen geallieerde piloten ontkomen. Een op de tien vrouwen had bovendien, net als Tine Kunnen, een coördinerende rol, bijvoorbeeld in de verspreiding van de krant, wat gezien werd als mannenwerk.
Via Tine Kunnen zijn ook andere vrouwen bij het verzet gekomen, zoals haar beste vriendin Grietje Tigelaar.

### Overlijden
Tine Kunnen overleed op 5 maart 1994 te Assen.